# Verginità di Maria
Nell'ambito del cristianesimo, con verginità di Maria (o concepimento verginale di Gesù) si intende la dottrina secondo cui, stando alla narrazione dei Vangeli (Mt1,18-25; Lc1,26-38), Maria concepì Gesù in maniera soprannaturale per opera dello Spirito Santo, senza cioè unione carnale con un uomo.
Il concepimento verginale di Gesù da parte di Maria, avvenuto per volontà divina, è considerato verità di fede da tutte le confessioni cristiane, le quali fondano la propria dottrina sui vangeli.
Il Vangelo di Matteo dice che Gesù nacque in modo miracoloso senza che Maria e Giuseppe "si conoscessero" (ossia "avessero rapporti sessuali", secondo il modo di dire semitico). Sulla base di questo passo, riferimenti alla verginità di Maria si trovano già nel Credo degli apostoli; ancora prima si trovano nella Tradizione Apostolica di sant'Ippolito (II-III sec.). In seguito, anche sulla base di alcune argomentazioni di diversi padri della Chiesa, i vescovi riuniti al primo Concilio di Costantinopoli (381) fondarono il dogma della verginità perfetta di Maria, che implica la nascita verginale di Gesù.
Questa dottrina è distinta:
- dal dogma della verginità perpetua di Maria, secondo il quale Maria restò vergine anche durante e dopo il parto, pertanto non è la madre dei fratelli di Gesù citati in alcuni passi del Nuovo Testamento;
- e dal dogma dell'Immacolata Concezione, il quale stabilisce l'immunità della Vergine Maria dal peccato originale.

## Riferimenti nel Nuovo Testamento
Tra gli scritti del Nuovo Testamento, il concepimento verginale di Gesù è riferito da due Vangeli, il Vangelo di Matteo e il Vangelo di Luca. Il Vangelo di Matteo dice: 
 Il Vangelo di Luca dice invece: 
Gli altri vangeli non menzionano l'avvenimento: il Vangelo di Marco comincia con il racconto dell'inizio della vita pubblica di Gesù, mentre il Vangelo di Giovanni parla inizialmente della preesistenza e dell'incarnazione di Cristo, ma non di un concepimento verginale di Gesù (Gv1,1-14). L'evento non è citato neanche nelle lettere di Paolo: nella lettera ai Galati si dice che Gesù nacque da una donna e sotto la legge (Gal4,4-7), dunque era di stirpe ebraica, ma non c'è un riferimento a un concepimento verginale e nemmeno ad un padre biologico.

Un riferimento piuttosto chiaro si trova in Giovanni, quando Gesù risponde al discepolo Nicodemo:
Eppure nessuno è mai salito al cielo, fuorché il Figlio dell'uomo che è disceso dal cielo [τοῦ οὐρανοῦ καταβάς, trasl. toù ouranù katabàs].»
(Gv 3:2-6, 13, trad. C.E.I.-Gerusalemme)
Le parole  "discese dal cielo"  (κατελθόντα ἐκ τῶν οὐρανῶν, trasl. katelthònta ek tōn ouranōn, verbo sinonimo) del Credo niceno precedono la frase che proclama l'incarnazione di Gesù nel grembo di Maria Vergine per opera dello Spirito Santo.

## Riferimenti nell'Antico Testamento
Nell'Antico Testamento, secondo la prospettiva cristiana, nel Libro di Isaia è profetizzata la nascita di un figlio da una vergine per opera di Dio, il quale figlio sarà egli stesso Dio (come si evince dal nome Emmanuele, Dio-con-noi):
Questo passo è un punto di controversia fra cristiani ed ebrei; sono in particolare oggetto di disputa la traduzione dell'ebraico almah con "vergine", nonché il fatto che si tratti effettivamente di una profezia riferita al Messia. Il termine almah di per sé indica una "giovane donna" non necessariamente vergine, ma nella Versione dei Settanta è reso con παρθένος (parthenos), che spesso indica una vergine.
Secondo la legge di Mosè in vigore all'epoca, Giuseppe aveva facoltà di ripudiare la sposa infedele, che sarebbe stata condannata per lapidazione, poiché rimasta incinta prima della loro convivenza, cosa che non poteva che indicare un adulterio.

## Riferimenti nei Vangeli apocrifi

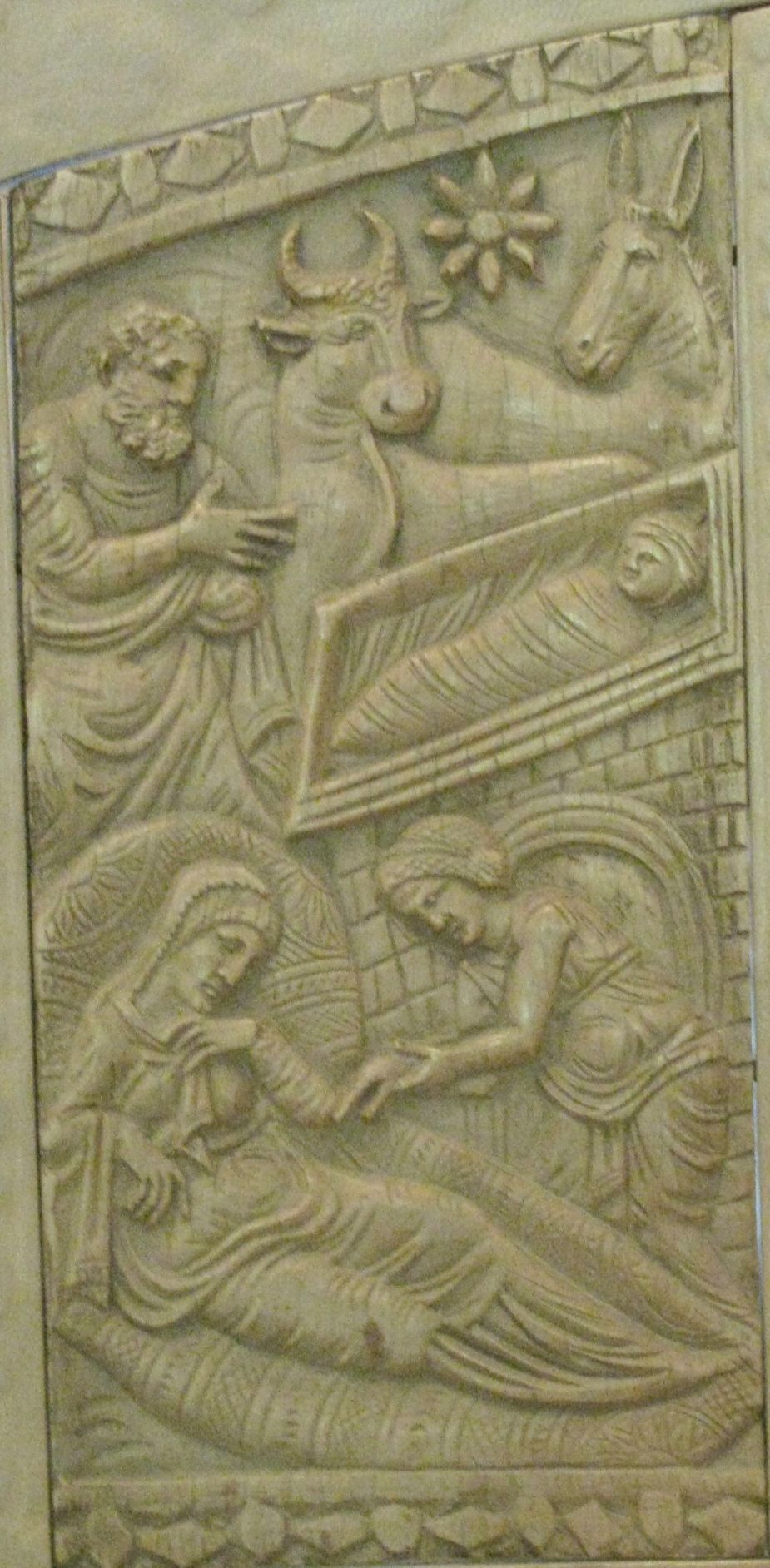
Salome "prova" la verginità di Maria e la sua mano rimane rattrappita (dal Protovangelo di Giacomo).

Anche nei Vangeli apocrifi si parla del concepimento miracoloso da parte di Maria; i riferimenti si trovano nel Protovangelo di Giacomo e nell'Ascensione di Isaia. La verginità di Maria è invece negata da altri apocrifi quali il Vangelo di Tommaso, il Vangelo di Filippo e il Vangelo degli Ebioniti.

## Riferimenti nel Corano
Anche nel Corano, dove Gesù viene considerato un profeta e non il messia, parla del concepimento miracoloso da parte di Maria per volontà di Dio:
- O mio Signore! - rispose Maria - Come avrò mai un figlio se non m'ha toccata alcun uomo?

Rispose l'angelo: - Eppure Allah crea ciò ch'Egli vuole: allorché ha deciso una cosa non ha che da dire: "Sii!" ed essa è.»
(Cor., III:42, 45, 47)

## Dibattito religioso sulla presunta veridicità storica
Dal punto di vista scientifico non è possibile che una donna rimanga incinta senza un rapporto sessuale, tuttavia esiste un dibattito interno al mondo religioso in merito a una presunta veridicità storica del fatto, basato sull'assunto di fede, sostenuto ad esempio da Joseph Ratzinger, che Dio possa intervenire direttamente sulla materia. La maggioranza dei teologi cristiani sostiene la storicità dell'evento, mentre alcuni sostengono che non si possa affermare con certezza che i racconti di Matteo e Luca si riferiscano a un fatto storico e ritengono che questi racconti debbano essere interpretati in chiave teologica e spirituale.

### Tesi a favore
I fautori della storicità del concepimento verginale sostengono la loro tesi tramite il criterio dell'attestazione multipla, secondo cui ciò che è attestato da fonti diverse e molteplici può essere considerato storicamente autentico. Il riferimento al concepimento verginale da parte di due Vangeli viene da essi considerato un elemento a supporto della presunta storicità dell'evento. Il fatto che i due Vangeli presentino dettagli e punti di vista differenti (Matteo espone quello di Giuseppe, Luca quello di Maria) significherebbe che ciascuno dei due evangelisti, che scriveva per destinatari diversi (Matteo per gli Ebrei, Luca per i Greci e i Romani), avrebbe attinto da tradizioni diverse. Essi sostengono inoltre che finora non sono emerse prove storiche sufficienti per affermare che i racconti di Matteo e Luca non sono veritieri.
Il silenzio degli altri Vangeli viene spiegato con l'ipotesi che il racconto del concepimento verginale era probabilmente una tradizione di famiglia che inizialmente era conosciuta solo da pochissimi cristiani; l'autore del Vangelo di Matteo l'avrebbe conosciuta dai parenti di Giuseppe, l'autore del Vangelo di Luca dai parenti di Maria. È stato obiettato che Gesù non ha mai detto di sé che era figlio di una vergine concepita miracolosamente, cosa che se fosse avvenuta sarebbe stata riferita anche dagli altri vangeli, ma ciò non prova nulla, perché Gesù potrebbe avere taciuto per una forma di pudore. Il silenzio delle lettere di Paolo si può spiegare con la motivazione che esse hanno una finalità teologica e non biografica e danno pochi particolari sulla vita di Gesù.
Le storie di concepimenti verginali di donne da parte di esseri divini sono presenti in diverse religioni e mitologie ma non nell'ebraismo; vari autori ritengono poco plausibile che i giudei monoteisti del I secolo d.C. possano essere stati aperti all'influsso di storie pagane. Inoltre è stato evidenziato che le differenze tra i racconti evangelici e i miti pagani sono rilevanti: ad esempio, nei primi mancano l'antropomorfismo e gli aspetti fantastici che caratterizzano le nascite miracolose di miti e religioni pagane. Joseph Ratzinger ha inoltre rilevato che nei miti pagani del mondo classico c'è la fecondazione di una donna da parte di una divinità maschile, mentre nel racconto cristiano c'è un atto creativo per mezzo dello Spirito Santo.
Per quanto riguarda l'ipotesi che i racconti sul concepimento verginale di Gesù siano stati inseriti per rispondere alle accuse dei giudei (riportate anche da Celso) di un concepimento umano adulterino di Gesù, come sostengono alcuni studiosi tra cui Stephen Harris, è stato obiettato che sarebbe stato più logico ribadire la paternità di Giuseppe anziché inventare la storia del concepimento verginale. Alcuni autori ritengono comunque che le tradizioni su cui si basano i vangeli siano antecedenti alle calunnie sul concepimento di Gesù messe in giro dai giudei.
Vari teologi, tra cui Karl Barth, hanno messo in relazione la nascita verginale di Gesù con il dogma dell'Incarnazione e con il superiore dogma fondamentale della Sua natura Trinitaria, di Uomo e di Dio nello stesso tempo; Barth ha affermato che il concepimento verginale di Gesù è una componente essenziale del cristianesimo, tuttavia ha un significato cristologico, non mariologico.
Per Hans Urs von Balthasar il concepimento verginale di Gesù era necessario, perché non poteva avere due padri: un padre umano avrebbe infatti oscurato il suo rapporto con il Padre celeste. Il teologo svizzero concorda inoltre con Barth nell'affermazione che i racconti di Matteo e Luca sono compatibili con il Prologo del Vangelo di Giovanni.
Secondo altre argomentazioni teologiche, poiché si avrebbe una irrazionale creazione sia dal nulla di sé sia dal nulla dell'altro, come l'effetto non può essere maggiore della causa, e come il servo non è più grande del suo signore (Giovanni 15:20), così Gesù non poté nascere dall'unione carnale di due esseri umani, che avrebbe prodotto un altro essere umano; ma Gesù oltre che Uomo è anche Dio e perciò infinito e che vive in eterno (sebbene dopo la morte di croce), onnisciente e onnipotente, tutte qualità che rivelerà nel Vangelo e che sono maggiori di quelle presenti e che possono trovarsi in due genitori umani, finiti e mortali.
Per rispondere alle obiezioni scientifiche che ritengono impossibile l'evento, Joseph Ratzinger ha affermato che bisogna credere che Dio possa agire direttamente sulla materia; altri ritengono che lo Spirito Santo possa avere creato miracolosamente in Maria i cromosomi maschili necessari per il concepimento.

### Analisi critica
Al di là del significato letterale, i racconti evangelici sul concepimento verginale di Gesù vogliono comunicare che Giuseppe e Maria hanno ricevuto delle rivelazioni spirituali sulla futura nascita di Gesù e le hanno accolte con fede, accettando di aderire al progetto di Dio e di collaborarvi. Nel caso di Maria la rivelazione è avvenuta prima dell'evento e sotto forma di annunzio, mentre nel caso di Giuseppe è avvenuta dopo l'evento e sotto forma di sogno; sia gli annunzi sia i sogni sono due forme di rivelazione divina che si ritrovano nell'Antico Testamento. Bisogna notare anche che Matteo, nel riferire la profezia di Isaia, non usa la parola almah (che significa "giovane donna") presente nella Bibbia ebraica ma la parola parthenos (che significa "vergine") presente nella versione in greco della Bibbia dei Settanta.
Parecchi studiosi si sono domandati se oltre ad avere un significato teologico i racconti sul concepimento verginale di Gesù si riferiscano a un fatto storico.
Secondo vari autori, le basi storiche del concepimento verginale di Gesù sono deboli e l'evento non può essere provato con il metodo storico. Frederick Dale Bruner ritiene che Matteo e Luca erano più interessati a fare affermazioni teologiche che storiche; l'accettazione del racconto di questi due vangeli è una questione di fede, basata su ragioni teologiche. Anche per Karl Rahner e John Paul Meier non ci sono prove storiche sufficienti per sostenere la storicità dell'evento. Frédéric Manns ha affermato che i Vangeli dell'infanzia di Gesù sono soprattutto testi teologici e vanno letti alla luce della fede: se non si crede che Gesù sia il Figlio di Dio e il compimento delle antiche Scritture, gli scritti di Matteo e Luca possono apparire come racconti mitologici.
Altri studiosi sostengono che l'idea del concepimento verginale ha avuto origine nell'ambito delle prime tradizioni orali su Gesù piuttosto che su un fatto storico accertato. Matteo e Luca si sarebbero rifatti a queste tradizioni precedenti, che avrebbero rielaborato in maniera più sobria rispetto agli autori dei Vangeli apocrifi; tuttavia la tesi tradizionale che essi avrebbero avuto come fonte i familiari di Gesù (in particolare Maria, che sarebbe stata la fonte di Luca) è poco verosimile.
Vito Mancuso fa notare che secondo l'esegesi storica non tutti i contenuti dei vangeli sono da considerarsi certi, ma vi sono dati storicamente sicuri, dati probabili e dati improbabili. Anche se una notizia si trova in due vangeli (come la nascita a Betlemme, citata sia da Matteo sia da Luca) non per questo oggi è considerata sicuramente certa dal punto di vista storico, poiché per il criterio dell'attestazione multipla si può considerare probabilmente storico ciò che è attestato unanimemente da tutte o quasi tutte le fonti cristiane. Se si ipotizza che i racconti di Matteo e Luca siano storici e provengano da tradizioni familiari come sostiene anche Joseph Ratzinger, ci si dovrebbe chiedere come mai i vangeli diano notizie così scarse sui genitori di Gesù, specie su Maria che al tempo della crocifissione era ancora viva.
Bart Ehrman ha sottolineato che le fonti storiche non cristiane che parlano di Gesù (come Giuseppe Flavio) non accennano minimamente a una nascita verginale. Secondo Ehrman, il principio di attestazione reciproca dei Vangeli di Matteo e Luca non è di per sé garanzia assoluta di storicità, ma bisogna considerare anche altri aspetti. Nel caso della nascita di Gesù, l'ipotesi più plausibile è che le fonti di Matteo e Luca si riferiscano a un fatto leggendario; comunque, l'obiettivo degli evangelisti non era quello di fare una cronaca storica, ma essi avevano finalità apologetiche, come quella di affermare la divinità di Gesù.
Altri studiosi fanno rilevare che i primi Vangeli sono stati scritti tra il 60 e il 70 d.C., oltre trent'anni dopo la morte di Gesù; pur ritenendo possibile l'esistenza di una tradizione familiare originaria, essi ritengono che si sia alterata nel tempo. Secondo gli anglicani J.M. Creed e H.D.A. Major, inizialmente le tradizioni raccontavano le esperienze spirituali che Giuseppe e Maria avrebbero avuto in occasione del concepimento di Gesù, che analogamente a Isacco era presentato come un figlio della promessa di Dio. Successivamente, le tradizioni primitive sarebbero state deformate in senso materialistico e l'idea della nascita verginale avrebbe preso il posto di una nascita normale. 
Vari studiosi che dubitano sulla storicità del concepimento verginale ritengono che la tradizione fu sviluppata dalla Chiesa primitiva per avvalorare la tesi che Gesù era il figlio di Dio incarnato. Per Hans von Campenhausen, la tradizione sarebbe di origine siriaco-occidentale.
Edward Schillebeeckx ritiene che le storie sul concepimento di Gesù non ci vogliano comunicare informazioni empiriche o rivelazioni segrete sulla storia della famiglia di Gesù, ma ci vogliano dire che Gesù è stato figlio di Dio fin dal primo momento della sua esistenza umana e non lo è diventato successivamente al momento del Battesimo, della Resurrezione o dell'Ascensione.
Jürgen Moltmann pensa che i racconti di Matteo e Luca siano basati su elaborazioni secondarie concepite dopo la resurrezione di Gesù, con lo sviluppo dell'idea che un essere straordinario doveva avere avuto anche una nascita straordinaria; egli ritiene inoltre che la fede in Gesù come figlio di Dio e Signore è indipendente dalla credenza sul suo concepimento verginale e non si basa su di essa.
È stato anche ipotizzato che i racconti evangelici abbiano avuto origine per influenza di storie similari presenti nelle mitologie di altri popoli, in modo particolare nell'ambiente ellenistico. Altri, pur non ritenendo probabile un'influenza diretta di miti pagani su Matteo e Luca o sulle loro fonti, sottolineano il cambiamento del contesto culturale e osservano che il cristianesimo si è progressivamente allontanato dalla cultura ebraica (che aveva un'idea positiva della sessualità) e ha subito l'influenza della cultura ellenistica, in cui erano presenti certe concezioni che tendevano a svalutare gli aspetti materiali dell'esistenza (compresa la sessualità); ciò avrebbe creato un terreno favorevole per l'affermazione dell'idea della nascita verginale. Comunque, si ritiene che l'idea della nascita verginale nacque in seguito all'affermarsi dell'idea della divinità di Cristo e non viceversa.
Martin Dibelius sosteneva che vi sarebbe stata un'evoluzione del pensiero nel passaggio dal giudaismo palestinese al giudaismo ellenistico, per cui dalle nascite miracolose ma con intervento umano presenti nell'Antico Testamento (come quella di Isacco) si passò ad accettare la possibilità di un concepimento miracoloso senza intervento umano.
Uta Ranke-Heinemann sostiene che l'idea dell'incarnazione di Cristo mediante il concepimento verginale si è affermata in accordo alle conoscenze scientifiche dell'epoca, secondo cui la donna, durante il concepimento, era solo un contenitore passivo; in seguito ai progressi della biologia, con scoperta dell'ovulo e della partecipazione attiva della donna al concepimento dell'essere umano, le idee tradizionali andrebbero riviste e interpretate in senso teologico, altrimenti si ridurrebbe Dio ad un semplice surrogato dell'uomo-maschio.
Emil Brunner e Wolfhart Pannenberg hanno sostenuto, contrariamente alle idee di Karl Barth, che il concepimento verginale di Gesù raccontato da Matteo e Luca non sia compatibile con la sua preesistenza e incarnazione come raccontata dal Prologo del Vangelo di Giovanni; inoltre Gesù non avrebbe una piena natura umana se avesse un solo genitore umano anziché due.
Vari teologi ritengono oggi che il concepimento verginale di Gesù sia un teologumeno (parola usata da Martin Dibelius), cioè un'affermazione teologica presentata come fatto storico; tale concezione era legata alle idee del tempo in cui si è formata, ma oggi la sua storicità è difficilmente sostenibile e bisogna reinterpretarla. I Vangeli di Luca e Matteo vogliono comunicare rispettivamente che Gesù è venuto al mondo non per caso ma per volontà di Dio e che in lui si sono realizzate le profezie dell'Antico Testamento sulla nascita del Messia. Il teologo basco José Arregui ha affermato che i Vangeli utilizzano a volte un linguaggio figurato, pertanto è probabile che il racconto del concepimento di Gesù non ci voglia informare su aspetti biologici o ginecologici, ma dirci in modo simbolico che Gesù viene da Dio; la cosa non sarebbe incompatibile con una paternità di Giuseppe.
Per Hans Küng, la figliolanza divina di Gesù è un fatto ontologico avvenuto nella dimensione dell'eternità, mentre il concepimento della sua natura umana è un fatto biologico accaduto nella dimensione del tempo. L'incarnazione di Dio e la generazione umana di Gesù non si fanno concorrenza, perché agiscono su due piani diversi. Anche Joseph Ratzinger, che pure difende il dogma della verginità di Maria, ritiene che la dottrina della divinità di Gesù non verrebbe intaccata se egli fosse nato da un normale matrimonio umano.
Dal punto di vista scientifico, un concepimento verginale non è giudicato plausibile perché la riproduzione richiede l'intervento del maschio e della femmina con l'eccezione dei casi di partenogenesi, ma nei mammiferi (compresa la specie umana) la partenogenesi naturale non è ritenuta possibile; inoltre, la partenogenesi naturale non potrebbe produrre un maschio, perché il cromosoma Y (quello che determina il sesso maschile) è fornito dal maschio mediante gli spermatozoi.
Celso, nel suo "Discorso vero", volto a screditare la nuova religione cristiana, afferma:
(Celso, Il discorso vero, Milano, Adelphi, 1987, I 28, pp. 65-66)

### Posizione degli ebrei
Gli ebrei non credono che Gesù sia il Messia né il figlio di Dio e non credono neanche al suo concepimento verginale. Studiosi ebrei sostengono che il Vangelo di Matteo, che voleva convincere gli ebrei che Gesù era il Messia, ha interpretato male i riferimenti dell'Antico Testamento. In particolare, viene contestato che la profezia di Isaia citata da Matteo si riferisca a Gesù; è opinione degli studiosi ebrei che essa si riferisca invece a Ezechia, figlio del re Acaz, oppure a uno dei figli dello stesso Isaia.

### Posizione dei Bahá'í
Come i cristiani e i musulmani, anche i Bahá'í credono nel concepimento verginale di Gesù, ma non lo ritengono un requisito attestante la sua divinità: essi ritengono che Gesù è un profeta ed è Figlio di Dio in senso spirituale, ma non biologico.

## Significato simbolico
Per Marco Vannini, studioso di mistica e spiritualità cristiana, la verginità di Maria ha essenzialmente un significato teologico e simbolico. Il tema del concepimento miracoloso vuole attestare l’origine divina di Gesù, che viene dallo Spirito di Dio anche se nasce attraverso una normale gestazione umana. Il Figlio nasce dal Padre nell'eternità e da Maria nel tempo. Il Logos nasce nel cuore di ogni credente, che spiritualmente deve essere vergine sul modello di Maria. La verginità fisica di Maria è un segno di quella spirituale. Simbolicamente, la verginità di Maria significa che psicologicamente è una donna autonoma, libera dal possesso e dal condizionamento maschile: l’espressione "non conosco uomo" si può intendere in questo senso. Verginità significa anche padronanza di sé, ma nel senso di contenersi e non di astenersi, per cui diventa una verginità feconda. Maria non è chiusa egoisticamente in sé ma è aperta al divino, così può incarnarlo e portarlo al mondo.

### Riferimenti
1. ↑   Mt1,18-25; Lc1,26-38, su La Parola - La Sacra Bibbia in italiano in Internet.
2. ↑  Credis in Christian Iesum, filium Dei, qui natus de Spiritu Sanctu ex Maria Vergine...?. JSTOR 23572186
3. ↑  Matteo 1:25 Italian: Riveduta Bible (1927) e non la conobbe finch’ella non ebbe partorito un figlio; e gli pose nome Gesù.
4. ↑   Gv1,1-14, su La Parola - La Sacra Bibbia in italiano in Internet.
5. ↑   Gal4,4-7, su La Parola - La Sacra Bibbia in italiano in Internet.
6. ↑  A.A.V.V., Nuovo Dizionario di Mariologia, Edizioni Paoline, 1996
7. ↑  Geoffrey Ashe, The Virgin, Routledge Press, 1988
8. 1 2 3  Stanley J. Grenz, Theology for the Community of God, Broadman & Holman Publishers, 1994
9. ↑  R. Thomas, Recovering Jesus: the witness of the New Testament, Nefeld, 2007
10. ↑  Ronald Brownrigg, Who's Who in the New Testament, Routledge Press, 2001
11. 1 2  Corrado Augias e Marco Vannini, Inchiesta su Maria, Rizzoli, 2013
12. ↑  J. Gresham Machen, Virgin Birth of Christ, Solid Ground Christian Book, 2011
13. ↑  Paul R. Eddy, Gregory A. Boyd, The Jesus Legend: A case for the historical reliability of the synoptic gospels, Baker Publishing Group, 2007
14. ↑  Stefano De Fiores, Maria nella teologia contemporanea, Roma, 1991
15. ↑  Joseph Ratzinger, Introduzione al cristianesimo, Queriniana, 2012
16. ↑  Stephen L. Harris, Understading the Bible, Mayfield, Palo Alto, 1985
17. ↑  Raymond E. Brown, The Birth of the Messiah, Doubladay & Company, 1977
18. ↑  Karl Barth, Kirchliche Dogmatic, A.G. Zollikon, Evangelische Verlag, Zurigo, 1945
19. ↑  H.U. von Balthasar, Concepito per opera dello Spirito Santo, nato dalla Vergine Maria, in A.A.V.V., Io credo. Riflessioni teologiche sulla professione di fede, Citadella, Assisi, 1977
20. 1 2  Joseph Ratzinger, L'infanzia di Gesù, Rizzoli, 2011
21. ↑  Oliver Crisp, God Incarnate, T&T Clark, Londra, 2009
22. ↑  A.A.V.V., Nuovo commentario biblico. I Vangeli, Borla, 2005
23. ↑  Frederick Dale Bruner, Matthew: The Christbook, Eerdmans Publishing Co., 2004
24. ↑  Karl Rahner, Saggi di cristologia e mariologia, Edizioni Paoline, 1965
25. ↑  J.P.Meier, Un ebreo marginale. Ripensare il Gesù storico, Queriniana
26. ↑  Frédéric Manns, Trenta domande (e trenta risposte) su Maria e la nascita di Gesù, Vita e pensiero, 2007
27. 1 2  Enrico Dal Covolo, Aristide Serra, Storia della mariologia, vol. I, Città Nuova, 2009
28. ↑  Vito Mancuso, Io e Dio, Garzanti, 2011
29. ↑  Vito Mancuso, Il nuovo Gesù del Papa e la guerra all'esegesi storica, MicroMega, 21 novembre 2012
30. ↑  Bart Ehrman, Gesù è davvero esistito? Mondadori, 2013
31. 1 2  A.C. Bouquet, Breve storia delle religioni, Mondadori, 1976
32. ↑  B.M. Metzger & D. Coogan, The Oxford Companion toth Bible, Oxford University Press, 1999
33. ↑  Edward Schillebecks, Jesus:An Experiment in Christology, Crossroad, New York, 1981
34. ↑  Jurgen Moltmann, The Way of Jesus Christ, SCM Press, Londra, 1990
35. ↑  Helmut Koster, Ancient Christian Gospels: their history and development, Trinity Press, 2004
36. ↑  Corrado Augias, Mauro Pesce, Inchiesta su Gesù, Mondadori, 2006
37. ↑  Martin Dibelius, Jungfrauensohn und krippenkind, 1°Vol., J.C.B. Mohr, Tubinga, 1953
38. ↑  Uta Ranke-Heinemann, Così non sia, Rizzoli, 1993
39. ↑  Emil Brunner, Christian doctrine of Creation and Redemption, Westminster Press, Philadelphia, 1952
40. ↑  Wolfhart Pannenberg, Jesus God and Man, Westminster Press, Philadelphia, 1968
41. ↑  José Arregui, Le radici di Gesù, Adista documenti n. 76, 9 ottobre 2010
42. ↑  Hans Kung, Essere cristiani, Mondadori, 1974
43. ↑  Joseph Ratzinger, Introduzione al cristianesimo, Queriniana, Brescia, 2005
44. ↑  Maurice Wegner, Clonazioni. L'individuo, le cellule e i geni, CNRS Editions, Parigi, 2007
45. ↑  Arthur Peacocke, DNA of our DNA, in The Birth of Jesus:Biblical and Theological Reflection, a cura di George J. Brooke, T.& T. Clark, Edimburgo, 2000
46. ↑  (EN) The Virgin Birth | Outreach Judaism, su outreachjudaism.org, 28 aprile 2014. URL consultato l'11 settembre 2022.
47. ↑  Michael D. Coogan, Mark Zvi Brettler, Ann Carol, New Oxford Annotated Bible, Oxford University Press, 2007
48. ↑  Fede Bahá'í, 100 domande e 100 risposte Archiviato il 22 settembre 2015 in Internet Archive.
49. ↑  Corrado Augias, Marco Vannini, Inchiesta su Maria, Rizzoli, 2013